# 安藤昌也
安藤 昌也 （あんどう まさや）は日本の工学者。専門はユーザエクスペリエンス、人間中心設計、エスノグラフィックデザインアプローチなど。「利他的UX」を提唱し、「やってあげるデザイン」の原理の研究を行う。
早稲田大学政治経済学部経済学科卒業。NTTデータ通信株式会社（現 NTTデータ）を経て、経営コンサルティング会社取締役に就任。2011年、千葉工業大学工学部デザイン科学科准教授、2015年同教授。2016年、同大学先進工学部知能メディア工学科教授。
ISO/TC159（人間工学） 国内対策委員会委員、Webや対話ソフトウェアのアクセシビリティに関するJIS原案作成委員会で委員を務めたほか、NPO法人人間中心設計推進機構（HCD-net）理事を務めた。

## 著書
- 安藤昌也『UXデザインの教科書』丸善出版、2016年。ISBN 9784621300374。